# Ропер (Північна Кароліна)
Ропер (англ. Roper) — місто (англ. town) в США, в окрузі Вашингтон штату Північна Кароліна. Населення — 485 осіб (2020).

## Географія
Ропер розташований за координатами 35°52′43″ пн. ш. 76°37′1″ зх. д. / 35.87861° пн. ш. 76.61694° зх. д. (35.878640, -76.617058).  За даними Бюро перепису населення США в 2010 році місто мало площу 2,22 км², уся площа — суходіл.

## Демографія
Згідно з переписом 2010 року, у місті мешкало 611 осіб у 265 домогосподарствах у складі 140 родин. Густота населення становила 275 осіб/км².  Було 318 помешкань (143/км²).
Расовий склад населення:
| - 78,6 % — чорних або афроамериканців - 18,2 % — білих - 2,1 % — осіб інших рас |

До двох чи більше рас належало 1,1 %. Частка іспаномовних становила 2,9 % від усіх жителів.
За віковим діапазоном населення розподілялося таким чином: 25,2 % — особи молодші 18 років, 58,1 % — особи у віці 18—64 років, 16,7 % — особи у віці 65 років та старші. Медіана віку мешканця становила 40,1 року. На 100 осіб жіночої статі у місті припадало 85,7 чоловіків;  на 100 жінок у віці від 18 років та старших — 77,8 чоловіків також старших 18 років.
Середній дохід на одне домашнє господарство  становив 23 425 доларів США (медіана — 15 903), а середній дохід на одну сім'ю — 29 382 долари (медіана — 20 469). За межею бідності перебувало 54,8 % осіб, у тому числі 77,2 % дітей у віці до 18 років та 26,6 % осіб у віці 65 років та старших.
Цивільне працевлаштоване населення становило 129 осіб. Основні галузі зайнятості: освіта, охорона здоров'я та соціальна допомога — 31,0 %, виробництво — 26,4 %, мистецтво, розваги та відпочинок — 10,9 %, публічна адміністрація — 9,3 %.